# Macrorrhyncha ancae
Macrorrhyncha ancae is een muggensoort uit de familie van de Keroplatidae. De wetenschappelijke naam van de soort is voor het eerst geldig gepubliceerd in 1975 door Matile.